# Cryptantha alyssoides
Cryptantha alyssoides là loài thực vật có hoa trong họ Mồ hôi. Loài này được (DC.) Reiche mô tả khoa học đầu tiên năm 1907.